# Щорсовский сельский совет (Генический район)
Щорсовский сельский совет (укр. Щорсівська сільська рада) — входит в состав
Генического района
Херсонской области
Украины.
Административный центр сельского совета находится в 
с. Алексеевка
.

## История
- 1966 — дата образования.

## Населённые пункты совета
- с. Алексеевка
- с. Боевое
- с. Ярошик